# Mary Pünjer
Mary Pünjer (Wandsbek, 24 de agosto de 1904 - Bernburg, 28 de mayo de 1942) fue una judía lesbiana alemana, que fue asesinada en el Centro de exterminio nazi de Bernburg durante el Holocausto.

## Biografía
Mary Kümmermann nació el 24 de agosto de 1904 en Wandsbek en una familia judía. Tras graduarse en el instituto Wandsbeker Lyzeum en 1922, trabajó como vendedora en la tienda de ropa femenina de sus padres. En 1929 se casó con un compañero de escuela, Fritz Pünjer, que no era judío. El 24 de julio de 1940 fue arrestada y recluida durante tres meses en el campo de concentración de Fuhlsbüttel, en Hamburgo. El registro de entrada al campamento la describía como “antisocial” y, como añadido, “una lesbiana muy activa”. También supuestamente “intercambió ternura” con otra mujer. El hecho de que ella fuera judía no fue incluido en estos registros.
En octubre de 1940, Pünjer fue trasladada al campo de concentración de Ravensbrück. En su ingreso al campo de concentración, el hecho de ser «lesbiana» no figuraba como motivo principal, sino sólo como añadido. Entre octubre de 1940 y marzo de 1941, Mary Pünjer fue interrogada varias veces por el Departamento de Policía de Hamburgo por delitos sexuales. El 15 de marzo de 1941 fue enviada de regreso a Ravensbrück y asignada al médico y eugenista Friedrich Mennecke. Mennecke tenía otras pacientes que eran lesbianas, como Henny Schermann. También participó en los asesinatos nazis de la campaña T4 y en la selección de prisioneros de los campos de concentración para ser asesinados en la Acción 14f13. El momento de la repatriación de Pünjer al campo coincide con el comienzo de la Acción 14f13 en varios campos de concentración. Sin embargo, no apareció en la lista de Mennecke hasta su segunda visita en enero de 1942.
En 1942 Pünjer fue asignada a la Acción 14f13. En su sentencia de muerte se establecía que era una “judía casada” y “lesbiana activa”. No hay indicios de discapacidad o enfermedad, más bien, su orientación sexual fue vista como un “acto antisocial” que los nazis utilizaron para condenarla a muerte.
Pünjer fue asesinada el 28 de mayo de 1942 en el Centro de exterminio nazi de Bernburg.

## Legado

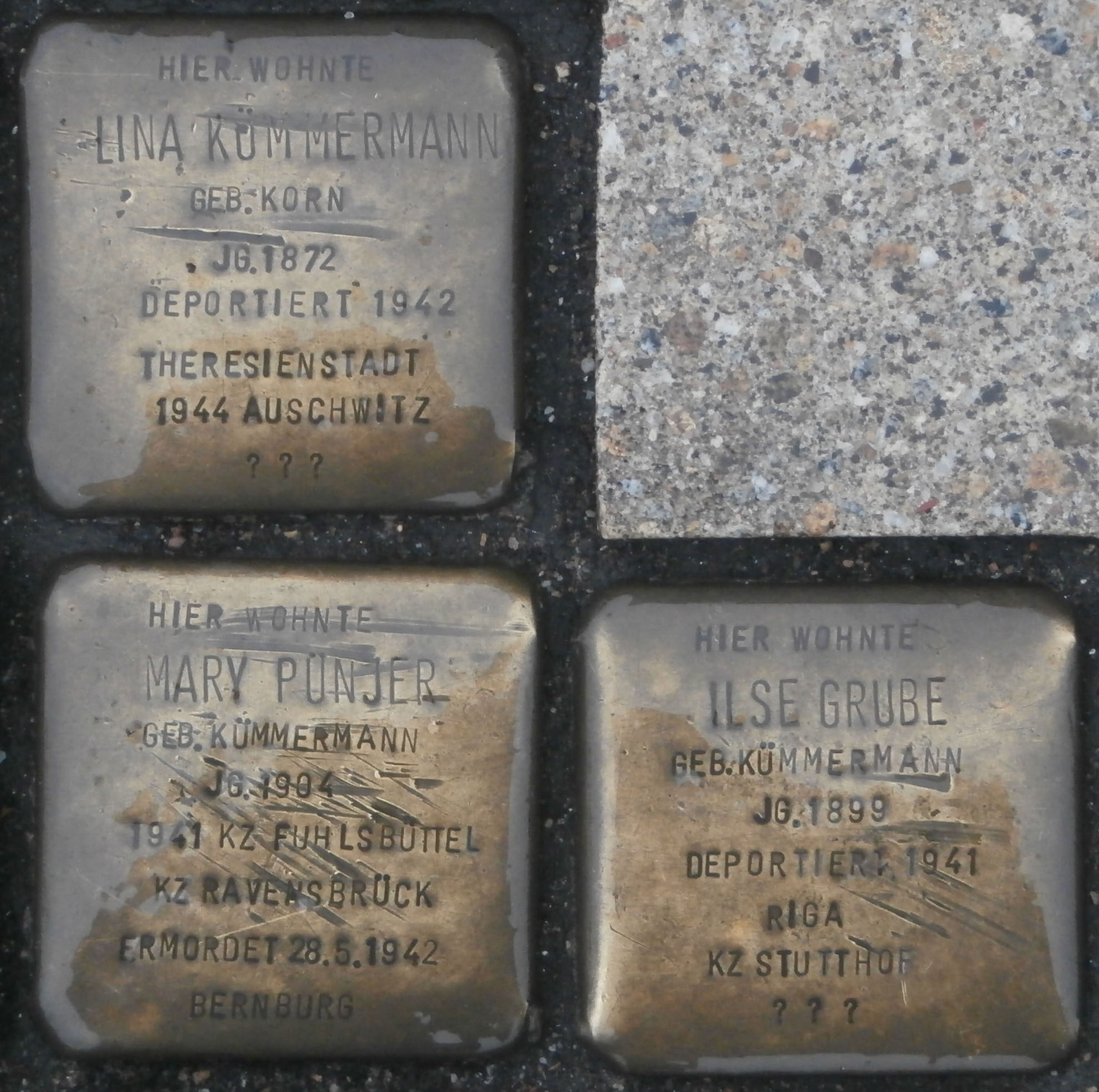
Stolperstein Wandsbeker Marktstraße 57 en Hamburgo-Wandsbek

En Hamburgo-Wandsbek, en Wandsbeker Marktstrasse 57, se encuentra un stolpersteine dedicado a Mary Pünjer.
Además de las acusaciones realizadas en los formularios de entrada por los asistentes al campo de concentración, no hay ninguna prueba adicional sobre la sexualidad de Pünjer. La historiadora Carol Mann escribió que las mujeres judías lesbianas en prisión generalmente eran asesinadas por su fe judía más que por su sexualidad, y pone a Mary Pünjer como ejemplo de esto. Sin embargo, Pünjer no fue la única lesbiana asesinada en Ravensbrück: Elli Smula y Margarete Rosenberg llegaron allí el 30 de noviembre de 1940, identificadas como lesbianas. En algunos campos de concentración se establecieron burdeles para castigar a las mujeres lesbianas violándolas. Los nazis prohibían las relaciones sexuales con mujeres judías por considerarlas una vergüenza racial, pero la violación no se consideraba una vergüenza racial en los campos de concentración.